# Fontaine des trois évêques
La fontaine dite "des trois évêques" est une fontaine marquant historiquement la jonction entre plusieurs évêchés. Il en existe de nombreuses en France.

## Fontaine des trois évêques deLavaur
Son emplacement marque la réunion annuelle des évêques de Cahors, Agen et Périgueux/Sarlat-la-Canéda. Cette pratique fait d'ailleurs l'objet d'une inscription à l'Inventaire du patrimoine culturel immatériel en France.

### Historique
Cette source est située au croisement des anciens territoires issus des peuples locaux, devenus par la suite des diocèses, puis des départements (département du Lot, du Lot-et-Garonne, et de la Dordogne).
Les ruines d’un ancien château templier se trouvent également sur le site. Elles sont particulièrement prisées par les chercheurs de trésor.
Les nombreuses sources et ruisseaux aux abords de la fontaine, ainsi que le lavoir, ont longtemps été utilisés par les habitants de Lavaur.
Alors que la rencontre des trois évêques était une vieille tradition disparue, le prêtre de la paroisse de Lavaur, l'abbé Graziani, décida en 2006 de remettre au goût du jour ce rituel. Depuis, le lundi de Pâques, les trois évêques (de Périgueux, Agen et Cahors) se réunissent autour de la fontaine telle la tradition ancestrale.

### Description
Ces rencontres sont en fait issues d’une légende locale très vivace.
L’origine est une source et une pierre, vestige probable de table mégalithique, se situant sur un lieu frontalier de trois anciens départements et régions (le Quercy, l’Agenais, le Périgord). Les trois évêques se retrouvaient autour de la pierre et de la source marquant la limite de leur diocèse respectif. Là, ils priaient ensemble et s’ensuivait un repas sur le lieu même de la « Fontaine », afin de toujours rester dans son diocèse respectif. D’autres légendes sont construites autour de ce rituel ancestral, comme celle des lavandières de nuit, fées maléfiques qui tentent de noyer dans les lavoirs et fontaines alentour ceux qui croisent leur chemin.
La fontaine des trois évêques est un point de départ de promenades et randonnées, marqué par un panneau en occitan.

## Fontaine des trois évêques deSauveterre
La fontaine des trois évêques marque ici la jonction des évêchés de Lavaur, Castres, Narbonne et Saint-Pons-de-Thomières,. Elle se situe à la limite des communes de Cassagnoles (Hérault), Lespinassière (Aude), ainsi qu'Albine et Sauveterre (Tarn). Selon la légende, la fontaine aurait jailli après que les trois évêques se soient serrés la main, tout en restant chacun dans leur diocèse respectif.
Une pierre triangulaire restaurée en 2009 marque son emplacement.
La fontaine des trois évêques est également un point de départ et d'arrivée de randonnées.

## Fontaine des trois évêques dePlounéour-Ménez
Une fontaine de trois évêques existe également dans le Finistère, à Plounéour-Ménez. Elle marque le point de rencontre des évêchés de Cornouaille, du Léon et du Trégor. Elle se trouve entre l'abbaye du Relec et la ligne de crête des monts d'Arrée.

## Fontaine des trois évêques de Bourbriac
Une autre fontaine des trois évêques située à Guerguiniou, en la commune de Bourbriac et marque la jonction entre Magoar, Kerien et Bourbriac, dans les Côtes-d'Armor.

## Fontaine des trois évêques deRembercourt-aux-Pots(Lorraine)
Une autre fontaine des trois évêques se trouve à Rembercourt-aux-Pots, dans la Meuse,